# Џермантаун (Висконсин)
Џермантаун (енгл. Germantown) град је у америчкој савезној држави Висконсин.

## Демографија
По попису из 2010. године број становника је 19.749, што је 1.489 (8,2%) становника више него 2000. године.
| Група             | 2000.          | 2010.          |
| Белци             | 17.375 (95,2%) | 18.015 (91,2%) |
| Афроамериканци    | 247 (1,4%)     | 430 (2,2%)     |
| Азијати           | 292 (1,6%)     | 618 (3,1%)     |
| Хиспаноамериканци | 205 (1,1%)     | 400 (2,0%)     |
| Укупно            | 18.260         | 19.749         |